# Petite Nevis
Petit Nevis ist eine winzige, private Insel in der Inselgruppe der Grenadinen. Sie liegt vor der Südküste von Bequia. Momentan steht die Insel zum Verkauf.

## Geographie
Die Insel liegt etwa 800 m südlich des südöstlichsten Punkts von Bequia. Sie bildet die Fortsetzung der Linie vom Ostkap von Bequia über die Felseilande Semples Cay, Middle Cay zur Isle A Quatre im Südwesten. Petite Nevis selbst ist unregelmäßig geformt mit mehreren Buchten und Landzungen und dem vorgelagerten Eiland Syrup Cay im Nordosten. Die Südwestspitze ist spitz ausgezogen. 
Die spärliche Vegetation auf der Insel besteht aus „Seetrauben“ (Coccoloba uvifera) und Palmen.

## Geschichte
Die Insel ist unbewohnt, wurde aber immer wieder von einheimischen Walfängern zum Abflensen ihrer Beute verwendet. Heute ist der Walfang allerdings durch Gesetze stark beschränkt. Bis heute wird auf Bequia in Kleinbooten mit Hand-Harpunen gejagt. Eine Tradition, die durch Menschen wie Kapitän Athneal Ollivierre († 2000), gepflegt wurde. Ollivierre war einer der Eigentümer der Insel. Der letzte Wal wurde auf der Insel 1993 abgeflenst. Seither wurde eine Flens-Station auf einer anderen Insel benutzt. 
Ein weiterer Eigentümer war Eileen Corea. Sie starb im Juli 2011.
Die isolationistische Gemeinschaft Moonhole an der Westspitze von Bequia beschaffte sich die Walfischknochen für ihre Architektur von Petite Nevis.